# Barbara z Rożnowa
Barbara z Rożnowa herbu Sulima (1447–1517) – polska szlachcianka, starościanka kolska, wojewodzina bełska, kasztelanowa krakowska.
Córka Jana Zawiszyca oraz Małgorzaty Szafraniec z Pieskowej Skały. Przez swojego ojca była wnuczką Zawiszy Czarnego.
Żona Stanisława Tęczyńskiego – wojewody bełskiego, a po jego śmierci Jana Amora Iuniora Tarnowskiego – kasztelana krakowskiego.
Jej nagrobek znajduje się w katedrze w Tarnowie.